# Europeiska inomhusmästerskapen i friidrott 2019
Europeiska inomhusmästerskapen i friidrott 2019 hölls i Emirates Arena i Glasgow, Storbritannien den 1–3 mars 2019. Mästerskapen var de 35:e i ordningen.

## Resultat

### Män
| Gren          | Guld                                                            | Guld      | Silver                                                       | Silver  | Brons                                                                    | Brons   |
| 60 meter      | Ján Volko Slovakien                                             | 6.60      | Emre Zafer Barnes Turkiet                                    | 6.61    | Joris van Gool Nederländerna                                             | 6.62    |
| 400 meter     | Karsten Warholm Norge                                           | 45.05 =ER | Óscar Husillos Spanien                                       | 45.66   | Tony van Diepen Nederländerna                                            | 46.13   |
| 800 meter     | Álvaro de Arriba Spanien                                        | 1:46.83   | Jamie Webb Storbritannien                                    | 1:47.13 | Mark English Irland                                                      | 1:47.39 |
| 1500 meter    | Marcin Lewandowski Polen                                        | 3:42.85   | Jakob Ingebrigtsen Norge                                     | 3:43.23 | Jesús Gómez Spanien                                                      | 3:44.39 |
| 3000 meter    | Jakob Ingebrigtsen Norge                                        | 7:56.15   | Chris O'Hare Storbritannien                                  | 7:57.19 | Henrik Ingebrigtsen Norge                                                | 7:57.19 |
| 60 meter häck | Milan Trajković Cypern                                          | 7.60      | Pascal Martinot-Lagarde Frankrike                            | 7.61    | Aurel Manga Frankrike                                                    | 7.62    |
| 4 × 400 meter | Belgien Julien Watrin Dylan Borlée Jonathan Borlée Kevin Borlée | 3:06.27   | Spanien Óscar Husillos Manuel Guijarro Lucas Búa Bernat Erta | 3:06.32 | Frankrike Mame-Ibra Anne Thomas Jordier Nicolas Courbiere Fabrisio Saidy | 3:07.71 |
| Höjdhopp      | Gianmarco Tamberi Italien                                       | 2.32      | Konstadinos Baniotis GreklandAndrij Protsenko Ukraina        | 2.26    | Ingen                                                                    | Ingen   |
| Stavhopp      | Paweł Wojciechowski Polen                                       | 5.90      | Piotr Lisek Polen                                            | 5.85    | Melker Svärd Jacobsson Sverige                                           | 5.75    |
| Längdhopp     | Miltiadis Tentoglou Grekland                                    | 8.38      | Thobias Nilsson Montler Sverige                              | 8.17    | Strahinja Jovančević Serbien                                             | 8.03    |
| Tresteg       | Nazim Babayev Azerbajdzjan                                      | 17.29     | Nelson Évora Portugal                                        | 17.11   | Max Heß Tyskland                                                         | 17.10   |
| Kulstötning   | Michał Haratyk Polen                                            | 21.65     | David Storl Tyskland                                         | 21.54   | Tomáš Staněk Tjeckien                                                    | 21.25   |
| Sjukamp       | Jorge Ureña Spanien                                             | 6218      | Tim Duckworth Storbritannien                                 | 6156    | Ilya Shkurenyov Authorised Neutral Athletes                              | 6145    |

### Kvinnor
| Gren          | Guld                                                                                       | Guld       | Silver                                                             | Silver  | Brons                                                                 | Brons   |
| 60 meter      | Ewa Swoboda Polen                                                                          | 7.09       | Dafne Schippers Nederländerna                                      | 7.14    | Asha Philip Storbritannien                                            | 7.15    |
| 400 meter     | Léa Sprunger Schweiz                                                                       | 51.61      | Cynthia Bolingo Mbongo Belgien                                     | 51.62   | Lisanne de Witte Nederländerna                                        | 52.34   |
| 800 meter     | Shelayna Oskan-Clarke Storbritannien                                                       | 2:02.58    | Rénelle Lamote Frankrike                                           | 2:03.00 | Olha Ljachova Ukraina                                                 | 2:03.24 |
| 1500 meter    | Laura Muir Storbritannien                                                                  | 4:05.92    | Sofia Ennaoui Polen                                                | 4:09.30 | Ciara Mageean Irland                                                  | 4:09.43 |
| 3000 meter    | Laura Muir Storbritannien                                                                  | 8:30.61 CR | Konstanze Klosterhalfen Tyskland                                   | 8:34.06 | Melissa Courtney Storbritannien                                       | 8:38.22 |
| 60 meter häck | Nadine Visser Nederländerna                                                                | 7.87       | Cindy Roleder Tyskland                                             | 7.97    | Elvira Herman Belarus                                                 | 8.00    |
| 4 × 400 meter | Polen Anna Kiełbasińska Iga Baumgart-Witan Małgorzata Hołub-Kowalik Justyna Święty-Ersetic | 3:28.77    | Storbritannien Laviai Nielsen Zoey Clark Amber Anning Eilidh Doyle | 3:29.55 | Italien Raphaela Lukudo Ayomide Folorunso Chiara Bazzoni Marta Milani | 3:31.90 |
| Höjdhopp      | Marija Lasitskene ANA                                                                      | 2.01       | Julija Levtjenko Ukraina                                           | 1.99    | Airinė Palšytė Litauen                                                | 1.97    |
| Stavhopp      | Anzhelika Sidorova ANA                                                                     | 4.85       | Holly Bradshaw Storbritannien                                      | 4.75    | Nikoleta Kyriakopoulou Grekland                                       | 4.65    |
| Längdhopp     | Ivana Španović Serbien                                                                     | 6.99       | Nastassia Mirontjyk-Ivanova Belarus                                | 6.93    | Maryna Bech Ukraina                                                   | 6.84    |
| Tresteg       | Ana Peleteiro Spanien                                                                      | 14.73      | Paraskevi Papahristou Grekland                                     | 14.50   | Olha Saladucha Ukraina                                                | 14.47   |
| Kulstötning   | Radoslava Mavrodieva Bulgarien                                                             | 19.12      | Christina Schwanitz Tyskland                                       | 19.11   | Anita Márton Ungern                                                   | 19.00   |
| Femkamp       | Katarina Johnson-Thompson Storbritannien                                                   | 4983       | Niamh Emerson Storbritannien                                       | 4731    | Solène Ndama Frankrike                                                | 4723    |